# Hugenottische Genealogie
Hugenottische Genealogie beschäftigt sich mit der Familiengeschichte der französischen Glaubensflüchtlinge und ihrer Herkunft in Frankreich.

## Geschichte

Kirchenbuch des Pfarrers Guillaume Barjon in Karlshafen von 1699

Viele Nachfahren der nach Deutschland eingewanderten Hugenotten sind stolz auf ihre Vorfahren. Diese kamen als Glaubensflüchtlinge (Réfugiés) nach Deutschland, weil sie in ihrer französische Heimat bedrängt, verfolgt und getötet wurden. Der „Sonnenkönig“ Ludwig XIV. (1638–1715)  erließ am 18. Oktober 1685 das Edikt von Fontainebleau, das den Hugenotten in seinem Königreich endgültig und radikal die evangelische Glaubensausübung in Frankreich verbot und einen Massen-Exodus auslöste. 
Ca. 200.000 Hugenotten verließen ihre Heimat, von denen ca. 40.000 nach Deutschland kamen. Sie gründeten mit Förderung protestantischer deutscher Fürsten französisch-reformierte Gemeinden, in denen Kirchenbücher geführt wurden, die Taufen, Trauungen, Beerdigungen und Zulassungen zum Abendmahl (Konfirmation) registrierten. Dadurch ist es für die Hugenottennachkommen möglich, Vergangenheit und Herkunft ihrer Familie zu erforschen.

## Genealogisches Forschungszentrum
Im Deutschen Hugenotten-Zentrum in Bad Karlshafen befindet sich seit 1989 das genealogische Forschungszentrum der Deutschen Hugenotten-Gesellschaft. Vorhanden sind:
- zahlreiche französisch-reformierte Kirchenbücher, Kolonielisten und Familienstammbäume
- Mikrofiches, Mikrofilme und digitalisierte Unterlagen über hugenottische Einwanderer nach Deutschland
- Liste und Karten der Herkunftsorte und -landschaften der Hugenotten in Frankreich
- Liste der Berufe der Hugenotten
- Liste der eingedeutschten Namen der Hugenotten
- Hugenottische Zeitschriften und Spezialliteratur
- Genealogische Hilfsmittel und Findbücher

Die Benutzung obiger Hilfsmittel ist in erster Linie den Mitgliedern der Deutschen Hugenotten-Gesellschaft vorbehalten. Gegen angemessene Unkostenbeteiligung wird auch Nichtmitgliedern fachkundige Beratung vor Ort oder auf Anfrage per E-Mail / Fax / Brief Antwort erteilt.

## Die hugenottische Datenbank
Die hugenottische Datenbank der Deutschen Hugenotten-Gesellschaft wurde von Robert Peyrot begründet. Sie umfasst derzeit ca. 300.000 Datensätze. Dank der Eingabe der Mitarbeiter des Arbeitskreises für hugenottische Genealogie innerhalb der Deutschen Hugenotten-Gesellschaft werden aus den französisch-reformierten Kirchenbüchern im deutschen Sprachgebiet weiterhin neue Daten eingegeben. 
Das Ziel ist es, alle zugänglichen Daten aus Kirchenbüchern, Kolonielisten, Distributionsbüchern, Presbyterialprotokollen, Ortssippenbüchern und anderen Quellen zu erfassen. Dabei werden Daten von ca. 1650 bis zum Jahr 1820 berücksichtigt. Bei Interesse können Ausdrucke in der Geschäftsstelle der Deutschen Hugenotten-Gesellschaft in Bad Karlshafen angefordert werden. Es empfiehlt sich, einer Anfrage möglichst viele schon bekannte familiengeschichtliche Informationen beizufügen.

## Der Hugenottenforscher Wilhelm Beuleke

Der Hugenottenforscher Wilhelm Beuleke

Der Nestor der deutschen Hugenottenforschung Wilhelm Beuleke (1906–1985) hat in jahrelanger Arbeit die Grundlagen gelegt für die hugenottische Genealogie. Er begann damit schon vor dem Zweiten Weltkrieg. Während der Teilung Deutschlands besorgte er sich genealogische Informationen aus den Hugenottengemeinden in der DDR durch Vertrauenspersonen wie Johanna Oqueka und andere. Die Ergebnisse seiner Recherchen veröffentlichte Beuleke in zahlreichen Publikationen. Sein umfangreicher Nachlass wird im Deutschen Hugenotten-Zentrum in Bad Karlshafen zusammen mit den erhaltenen Unterlagen von Johanna Oqueka aufbewahrt und ist dort Besuchern zugänglich. Weitere Nachlässe und in alphabetischer Reihenfolge geordnete hugenottische Familienstammbäume können ebenfalls eingesehen werden. Die wegen häufiger Gleichheit der Namen komplizierte Erforschung der Waldenser-Genealogie verdanken wir Theo Kiefner, der eine Reihe von Ortssippenbüchern der vorwiegend württembergischen Waldensergemeinden veröffentlicht hat.

## Grenzüberschreitende Genealogie
Hugenottische Familienforschung kann sinnvoll nur grenzüberschreitend durchgeführt werden. Die nach Deutschland zugewanderten Hugenotten kamen aus Frankreich, die zu den Hugenotten gerechneten Waldenser aus Norditalien und Südfrankreich, die Wallonen aus dem heutigen Belgien. Ihre Nachkommen wollen – wenn möglich – Genaueres wissen über die Ahnen in den Herkunftsgebieten. Dazu sind Informationen und Hilfen der genealogischen Gesellschaften in Frankreich, Italien und Belgien von Vorteil. Die Zeitschriften dieser Gesellschaften sind in der hugenottischen Spezialbibliothek im Deutschen Hugenotten-Zentrum vorhanden. Auch Adressen von französischen Familienforschern u. a. können dort erfragt werden. Historische Karten der Herkunftsgebiete erleichtern die Lokalisierung der Herkunft der gesuchten Hugenottenfamilie. Zur grenzüberschreitenden Genealogie gehört auch das Auffinden des Fluchtweges der Flüchtlinge. Das ist u. a. deshalb möglich, weil die Réfugiés auf ihrem beschwerlichen Weg nach Deutschland von Kirchengemeinden in der Schweiz oder in den Niederlanden unterstützt wurden. Die Zuwendungen wurden in „Distributionslisten“ verzeichnet und geben zum Teil interessante genealogische Auskünfte über die Unterstützten.